# Medalha de Ouro EURO
A Medalha de Ouro EURO (em inglês:  EURO Gold Medal) da Association of European Operational Research Societies (EURO) é a maior distinção em pesquisa operacional da Europa.
O prêmio é concedido quando ocorre uma Conferência EURO (usualmente duas a três vezes por ano), a uma pessoa (ou algumas vezes um grupo) por uma contribuição de destaque na área da pesquisa operacional.
O prêmio consiste em uma medalha de ouro, um diploma e uma citação. É concedido desde 1985. 

## Recipientes
- 1985 Hans-Jürgen Zimmermann
- 1986 Pierre Hansen e Alexander Rinnooy Kan
- 1988 Martin Beale (postumamente)
- 1989 Claude Berge
- 1991 Jacek Błażewicz, Roman Słowiński e Jan Węglarz
- 1992 Bernard Roy
- 1994 Jean-Pierre Brans e Laurence Wolsey
- 1995 Dominique de Werra
- 1997 Rainer Burkard e Jan Karel Lenstra
- 1998 Paolo Toth
- 2001 Egon Balas
- 2003 András Prékopa
- 2004 Martin Grötschel
- 2006 Luk Van Wassenhove
- 2007 Aharon Ben-Tal
- 2009 Jacques Benders e Frank Kelly
- 2010 Rolf Möhring
- 2012 Boris Polyak
- 2013 Panos M. Pardalos
- 2015 Alexander Schrijver[2]
- 2016 Yurii Nesterov e Maurice Queyranne
- 2018 Silvano Martello
- 2019 Martine Labbé
- 2021 Ailsa Land
- 2024 M. Grazia Speranza[3]
- 2022 Gilbert Laporte[4]